# Saint-Germain-lès-Arpajon
Saint-Germain-lès-Arpajon is een gemeente in het Franse departement Essonne (regio Île-de-France) en telt 8227 inwoners (1999). De plaats maakt deel uit van het arrondissement Palaiseau.

## Geografie
De oppervlakte van Saint-Germain-lès-Arpajon bedraagt 6,3 km², de bevolkingsdichtheid is 1305,9 inwoners per km².
De onderstaande kaart toont de ligging van Saint-Germain-lès-Arpajon met de belangrijkste infrastructuur en aangrenzende gemeenten.

## Demografie
Onderstaande figuur toont het verloop van het inwonertal (bron: INSEE-tellingen).